# Elaenia cherriei
El fiofio canoso de La Española (Elaenia cherriei), también denominado maroíta canosa (en la República Dominicana), es una especie —o la subespecie Elaenia fallax cherriei, dependiendo de la clasificación considerada— de ave paseriforme de la familia Tyrannidae perteneciente al numeroso género Elaenia. Es endémica de la isla caribeña de La Española. 

## Distribución y hábitat
Se encuentra en las isla de La Española, dividida entre Haití y República Dominicana.
Esta especie es considerada localmente común en sus hábitats naturales: preferentemente las selvas húmedas montanas, pero también de tierras bajas, arbustales húmedos y bosques altamente degradados, entre los 500 y 2000 m de altitud.

## Sistemática

### Descripción original
La especie E. cherriei fue descrita por primera vez por el ornitólogo estadounidense Charles Barney Cory en 1895 bajo el mismo nombre científico (errado) Elainea cherriei; su localidad tipo es: «Catare, Santo Domingo».

### Etimología
El nombre genérico femenino «Elaenia» deriva del griego «ελαινεος elaineos» que significa ‘de aceite de oliva’, ‘oleaginosa’; y el nombre de la especie «cherriei», conmemora al ornitólogo estadounidense George Kruck Cherrie (1865-1948).

### Taxonomía
La presente especie es tratada como una subespecie de Elaenia fallax; pero algunas clasificaciones, como Aves del Mundo (HBW) y Birdlife International (BLI), la consideran como una especie separada, con base en diferencias morfológicas y de vocalización, y con fuerte soporte de estudios genético-moleculares. Sin embargo, esto no es todavía reconocido por otras clasificaciones.
Las principales diferencias morfológicas apuntadas por HBW para justificar la separación son: la mandíbula inferior parcial o totalmente negra, y no rosada como en fallax); el pecho gris pétreo y no gris amarillento y el vientre blanco y no blanco amarillento pálido; los cantos y llamados no se parecen (en un muestreo reducido), además, la evidencia de que no responde al play-back de fallax.